# كارين يونغ
كارين يونغ (بالإنجليزية: Karen Young)‏ (و. 1958 – م) هي ممثلة تلفزيونية، وممثلة أفلام، وممثلة، وممثلة مسرحية من الولايات المتحدة الأمريكية .

## التعليم
تعلمت في جامعة روتجرز

## روابط خارجية
- كارين يونغ على موقع IMDb (الإنجليزية)
- كارين يونغ على موقع قاعدة بيانات الأفلام العربية
- كارين يونغ على موقع ألو سيني (الفرنسية)
- كارين يونغ على موقع أول موفي (الإنجليزية)
- كارين يونغ على موقع قاعدة بيانات الأفلام السويدية (السويدية)
- كارين يونغ على موقع إن إن دي بي (الإنجليزية)
- كارين يونغ على موقع قاعدة بيانات الفيلم (الإنجليزية)
- كارين يونغ على موقع كينوبويسك (الروسية)